# Thambema amicorum
Thambema amicorum är en kräftdjursart som beskrevs av Stebbing 1912. Thambema amicorum ingår i släktet Thambema och familjen Thambematidae. Inga underarter finns listade i Catalogue of Life.